# Прокажена (филм, 1976)
Вижте пояснителната страница за други значения на Прокажена.
„Прокажена“ (на полски: Trędowata) е полски мелодраматичен филм от 1976 г., на режисьора Йежи Хофман. Премиерата на филма е на 29 ноември 1976 в Полша. Това е трета адаптация на роман на Хелена Мишкувна „Прокажена“.

## Актьорски състав
| Актьор                | Роля                   |
| --------------------- | ---------------------- |
| Елжбета Старостецка   | Стефания Рудецка       |
| Лешек Телешински      | Валдемар Михорски      |
| Ришард Осталовски     | княз Данецки           |
| Чеслав Воллейко       | Мачей Михорски         |
| Марюш Дмоховски       | граф Барски            |
| Анна Димна            | Мелания Барска         |
| Пьотър Фрончевски     | граф Трестка           |
| Ядвига Баранска       | идалия Елзоновска      |
| Цезари Харашимович    | аристократ             |
| Мария Изабел Диаз     | майка на Лапа на Ягуар |
| Габриела Ковнацка     | Рита Шилинжанка        |
| Веслава Квашневска    | Вицембергова           |
| Барбара Драпинска     | Рудецка                |
| Мачей Петшик          | аристократ             |
| Йежи Моес             | аристократ             |
| Марлена Мярчинска     | Михалина Чвилецка      |
| Ернестина Винницка    | млада дама             |
| Ханна Станкувна       | графиня Чвилецка       |
| Анджей Пишчатовски    | граф Морикони          |
| Юзеф Пара             | граф Чвилецки          |
| Александър Гонссовски | аристократ             |
| Збигнев Юзефович      | Рудецки                |
| Луцина Брушикевич     | Лисия Елзоновска       |
| Анджей Мрожевски      | Вицемберг              |
| Ирена Малкевич        | принцеса Подхорецка    |
| Юнуш Билчински        | аристократ             |
| Зигмунт Вядерни       | аристократ             |
| Зджислав Шимборски    | аристократ             |